# Український державний науково-виробничий інститут зйомок міст та геоінформатики імені Анатолія Шаха
Український державний науково-виробничий інститут зйомок міст та геоінформатики імені Анатолія Шаха «Укргеоінформ» — науково-виробничий інститут у Києві. Спеціалізується у сфері геодезії, гідрографії та гідрометеорології. Відкрито у 1974 році. 15 грудня 1997 року інституту присвоєно ім'я колишнього директора Анатолія Шаха.
Основні напрямки діяльності інституту: зйомка підземних на надземних інженерних споруд, спостереження за вертикальністю, геодезичні розбивочні роботи, дослідження деформації земної поверхні; проведення інвентаризації земель; створення планів міст та населених пунктів.
Загальна кількість співробітників установи становить 186 осіб.

## Керівники інституту
- Шах Анатолій Володимирович
- Ладан Олександр Феодосійович